# Râul Valea Răchițelii, Cerna
Râul Valea Răchițelii sau Râul Răchițele este un curs de apă, afluent al râului Govăjdia (Runcu). 